# Cryptocephalus vanharteni
Cryptocephalus vanharteni – gatunek z rzędu chrząszczy z rodziny stonkowatych (Chrysomelidae). Gatunek po raz pierwszy został naukowo opisany w 2006 roku przez Matthiasa Schöllera w oparciu o okaz samca odłowiony w 1991 roku w Madinat Ash Shirq w Jemenie.